# Gouden Griffel
De Gouden Griffel is een van de belangrijkste literatuurprijzen voor Nederlandstalige jeugdliteratuur, waaraan een geldprijs van wisselende hoogte (€10.000 in 2024) verbonden is.
Hij wordt sinds 1971 elk jaar tijdens de Nederlandse Kinderboekenweek uitgereikt door de CPNB voor de best geschreven kinderboeken die in het voorafgaande jaar verschenen zijn. Van 1954 tot en met 1970 werd jaarlijks slechts een boek bekroond, het Kinderboek van het jaar. Sindsdien kunnen griffels in meerdere categorieën en aan meerdere auteurs toegekend worden.
Voor de Gouden Griffel komt uitsluitend oorspronkelijk Nederlandstalig werk in aanmerking. Daarnaast worden jaarlijks Zilveren Griffels en Bronzen Griffels uitgereikt, die ook kunnen worden toegekend aan vertalingen. Ook worden er Gouden Penselen en Zilveren Penselen uitgeloofd voor de best geïllustreerde kinderboeken en sinds 1997 Gouden Lijsten en (tot 2008) Zilveren Zoenen, voor de beste boeken voor kinderen vanaf 12 jaar.

## Overzicht gelauwerden

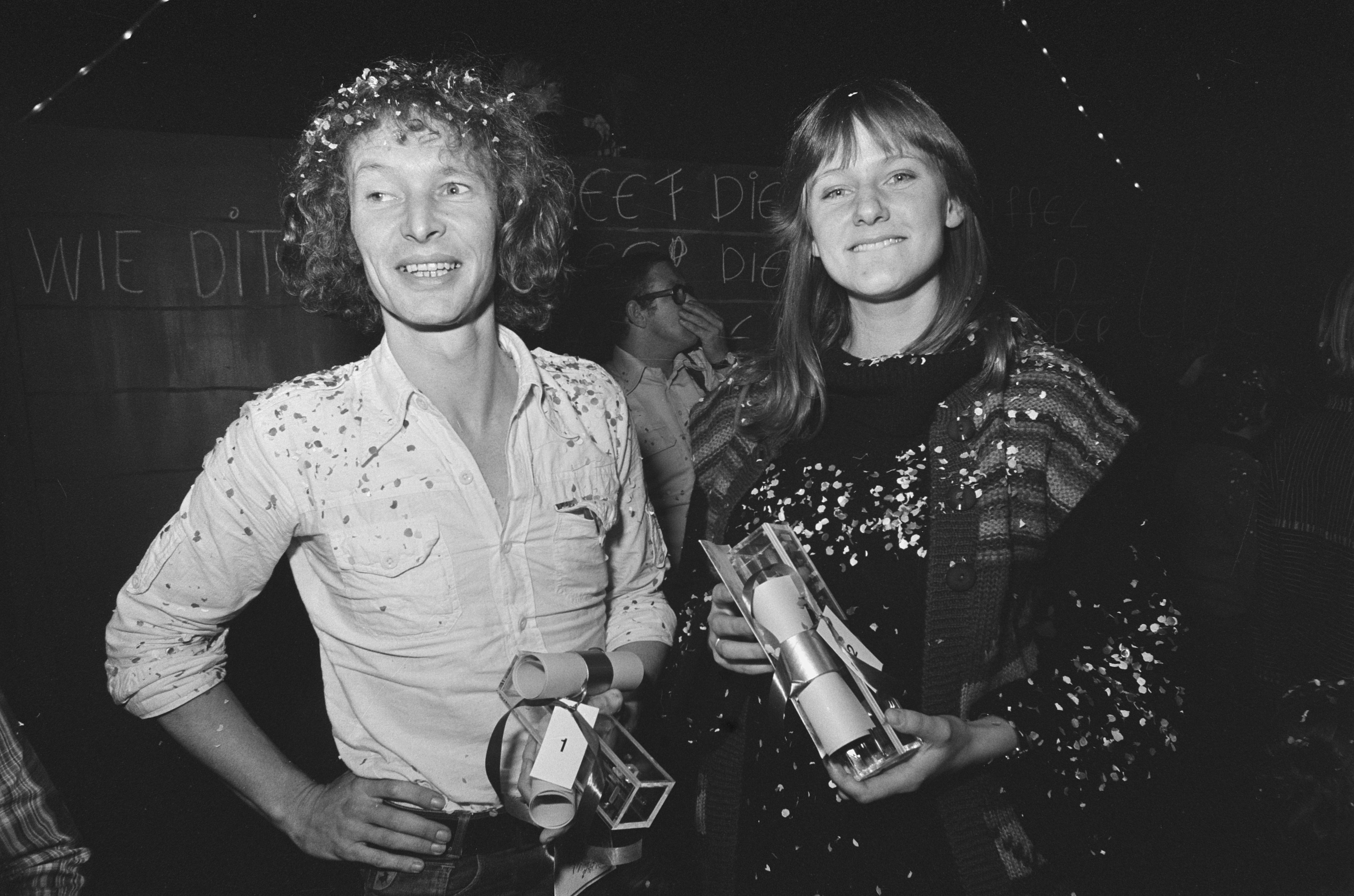
Guus Kuijer, winnaar Gouden Griffel, en Lidia Postma, winnaar Gouden Penseel, in 1976 tijdens de prijsuitreiking. Foto Koen Suyk, Nationaal archief/Anefo

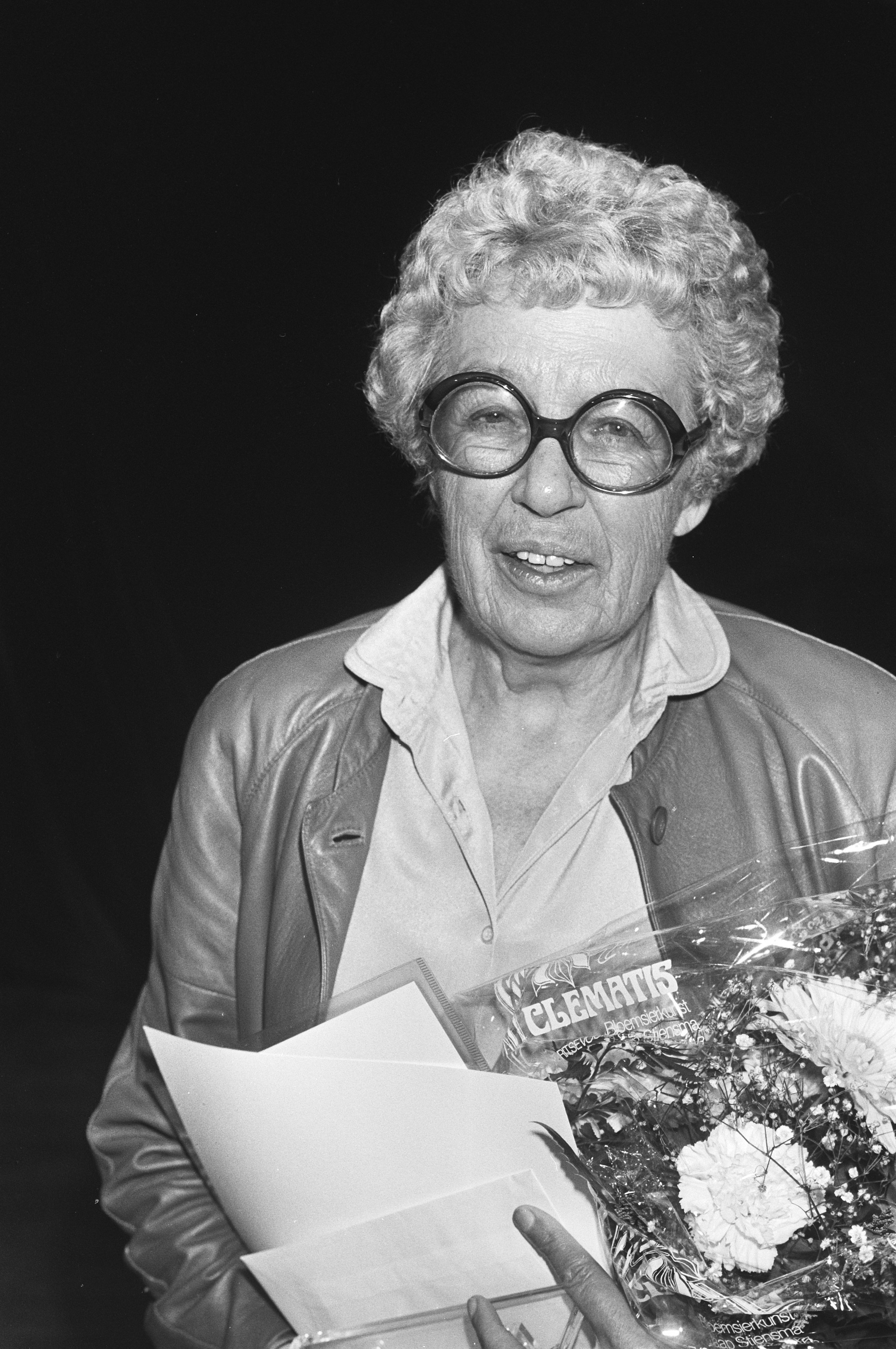
Annie M.G. Schmidt tijdens de uitreiking van de Gouden Griffel 1981.

Zie voor de gelauwerden van 1954 tot 1970: Kinderboek van het jaar.
Een aantal auteurs mochten de Gouden Griffel meerdere keren in ontvangst nemen. Guus Kuijer werd viermaal bekroond (1976, 1979, 2000 en 2005) en Els Pelgrom driemaal (1978, 1985 en 1990). 
De Gouden Griffel werd tweemaal toegekend aan: Alet Schouten (1971 en 1975), Jan Terlouw (1972 en 1973), Paul Biegel (1972 en 1993), Henk Barnard (1973 en 1977), Simone Schell (1975 en 1980), Toon Tellegen (1988 en 1994), Wim Hofman (1989 en 1998), Daan Remmerts de Vries (2003 en 2010), Jan Paul Schutten (2008 en 2014), Simon van der Geest (2011 en 2013) en Bette Westera (2015 en 2020).
- 1971 - Alet Schouten voor De mare van de witte toren
- 1971 - Leonie Kooiker voor Het malle ding van bobbistiek. Met illustraties van Carl Hollander.
- 1972 - Jan Terlouw voor Koning van Katoren. Met illustraties van A. Bouwman.
- 1972 - Paul Biegel voor De kleine kapitein. Met illustraties van Carl Hollander.
- 1973 - Henk Barnard voor De Marokkaan en de kat van tante Da. Met illustraties van Reintje Venema.
- 1973 - Jan Terlouw voor Oorlogswinter
- 1974 - Jaap ter Haar voor Het wereldje van Beer Ligthart.[2]
- 1974 - Thea Beckman voor Kruistocht in spijkerbroek
- 1975 - Alet Schouten voor Iolo komt niet spelen
- 1975 - Simone Schell voor De nacht van de heksenketelkandij. Met illustraties van Ies Spreekmeester.
- 1976 - Guus Kuijer voor Met de poppen gooien. Met illustraties van Mance Post.
- 1977 - Henk Barnard voor Kon hesi baka Kom gauw terug. Met illustraties van Reintje Venema.
- 1978 - Els Pelgrom voor De kinderen van het achtste woud
- 1978 - Miep Diekmann voor Wiele wiele stap. Met illustraties van Thé Tjong-Khing.
- 1979 - Guus Kuijer voor Krassen in het tafelblad. Met illustraties van Mance Post.
- 1980 - Simone Schell voor Zeezicht. Met illustraties van Annelies Schoth.
- 1981 - Annie M.G. Schmidt voor Otje. Met illustraties van Fiep Westendorp.
- 1982 - Nannie Kuiper voor De eend op de pot. Met illustraties van Dagmar Stam.
- 1983 - Anton Quintana voor De bavianenkoning
- 1984 - Karel Eykman voor Liefdesverdriet. Met illustraties van Sylvia Weve.
- 1984 - Veronica Hazelhoff voor Auww! Met illustraties van Joep Bertrams.
- 1985 - Els Pelgrom voor Kleine Sofie en Lange Wapper. Met illustraties van Thé Tjong-Khing.
- 1986 - Joke van Leeuwen voor Deesje
- 1986 - Willem Wilmink voor Waar het hart vol van is. Met illustraties van Waldemar Post.
- 1987 - Harriët van Reek voor De avonturen van Lena Lena
- 1988 - Toon Tellegen voor Toen niemand iets te doen had. Met illustraties van Mance Post.
- 1989 - Wim Hofman voor Het vlot
- 1990 - Els Pelgrom voor De eikelvreters
- 1991 - Tine van Buul en Bianca Stigter voor Als je goed om je heen kijkt zie je dat alles gekleurd is
- 1992 - Max Velthuijs voor Kikker en het vogeltje
- 1993 - Paul Biegel voor Nachtverhaal. Met illustraties van Lidia Postma.
- 1994 - Toon Tellegen voor Bijna iedereen kon omvallen. Met illustraties van Anne van Buul.
- 1995 - Ted van Lieshout voor Begin een torentje van niks: gedichten en tekeningen
- 1996 - Guus Middag voor Ik maak nooit iets mee en andere verhalen
- 1997 - Sjoerd Kuyper voor Robin en God. Met illustraties van Sandra Klaassen.
- 1998 - Wim Hofman voor Zwart als inkt
- 1999 - Annie Makkink voor Helden op sokken. Met illustraties van Marit Törnqvist.
- 2000 - Guus Kuijer voor Voor altijd samen, amen. Met illustraties van Alice Hoogstad.
- 2001 - Ingrid Godon en André Sollie voor Wachten op Matroos
- 2002 - Peter van Gestel voor Winterijs
- 2003 - Daan Remmerts de Vries voor Godje
- 2004 - Hans Hagen voor De dans van de drummer
- 2005 - Guus Kuijer voor Het boek van alle dingen
- 2006 - Mireille Geus voor Big
- 2007 - Marjolijn Hof voor Een kleine kans
- 2008 - Jan Paul Schutten voor Kinderen van Amsterdam. Met strips van Paul Teng.
- 2009 - Peter Verhelst voor Het Geheim van de Keel van de Nachtegaal. Met illustraties van Carll Cneut.
- 2010 - Daan Remmerts de Vries voor Voordat jij er was. Met illustraties van Philip Hopman.
- 2011 - Simon van der Geest voor Dissus. Met illustraties van Jan Jutte.
- 2012 - Bibi Dumon Tak voor Winterdieren. Met illustraties van Martijn van der Linden.
- 2013 - Simon van der Geest voor Spinder. Met illustraties van Karst-Janneke Rogaar.
- 2014 - Jan Paul Schutten voor Het raadsel van alles wat leeft -en de stinksokken van Jos Grootjes uit Driel. Met illustraties van Floor Rieder.
- 2015 - Bette Westera voor Doodgewoon. Met illustraties van Sylvia Weve
- 2016 - Anna Woltz voor Gips
- 2017 - Koos Meinderts voor Naar het noorden. Met illustraties van Annette Fienieg
- 2018 - Annet Schaap voor Lampje
- 2019 - Gideon Samson voor Zeb. Met illustraties van Joren Joshua
- 2020 - Bette Westera voor Uit elkaar. Voor haar illustraties kreeg Sylvia Weve een Zilveren Penseel
- 2021 - Pieter Koolwijk voor Gozert. Met illustraties van Linde Faas
- 2022 - Yorick Goldewijk voor Films die nergens draaien
- 2023 - Edward van de Vendel en Anoush Elman voor Misjka
- 2024 - Annejan Mieras voor Het kleine heelal

## 1988, Viering van 35-jarig bestaan van de prijs
Bij de uitreiking van de Gouden Griffel 1988 op dinsdag 11 oktober 1988 in het Rijksmuseum Vincent van Gogh te Amsterdam, verscheen er een uitgave waarin alle bekroonde werken en auteurs vanaf 1954 als Kinderboek van het jaar en de Gouden Griffels vanaf 1971 werden herdacht.
Op 23 juni 1988 was er een feestelijke bijeenkomst op het landgoed Voorlinden te Wassenaar, in het vergader- en conferentiecentrum van de PTT. Dit gebeurde ook om de ondersteuning aan te geven die de PTT vanaf die tijd zou gaan geven aan de Kinderboekenweek.
Op die bijeenkomst waren 25 van de 35 bekroonde auteurs sinds 1955 aanwezig. Een vijftal auteurs waren op dat moment reeds overleden: Hans Andreus, Toos Blom, Cor Bruyn, C.E. Pothast-Gimberg en W.F.H. Visser. Verder ontbraken nog Jan Blokker, Jean Dulieu, Anton Quintana, Jan Terlouw en Hans Werner op de foto achter in het boek. Dat laatste vanwege persoonlijke en praktische redenen.
Het boek verscheen in een oplaag van 3000 exemplaren en was bestemd voor vrienden en relaties van PTT Post en de stichting CPNB. 50 gebonden en genummerde exemplaren waren bestemd voor de bekroonde auteurs en degenen die betrokken waren bij de totstandkoming van de uitgave: Joke Linders: tekst en research, Wigger Bierma: typografie, Willem Diepraam: fotografie, Robbert Fels: fotografie titels. Drukkerij Rosbeek, Nuth verzorgde verder de uitgave.

## Griffel der Griffels
Op 6 oktober 2004 werd, ter viering van vijftig jaar kinderboekenprijzen, de Griffel der Griffels toegekend, gekozen uit de boeken die eerder een Gouden Griffel hadden gewonnen of Kinderboek van het jaar waren geweest. Het winnende boek werd De brief voor de koning van Tonke Dragt, winnaar in 1963. De Griffel der Griffels werd aan de schrijfster uitgereikt door prins Constantijn en zijn vrouw Laurentien. De andere genomineerde boeken waren Kruistocht in spijkerbroek, Het sleutelkruid, De kleine kapitein, Krassen in het tafelblad en Kleine Sofie en Lange Wapper.